# (15836) 1995 DA2
1995 دي أي 2 (ويعرف أيضًا باسم (15836) 1995 دي أي 2 وفق تسمية الكوكب الصغير) (بالإنجليزية: 1995 DA2)‏ هو كويكب ضمن حزام الكويكبات؛ وترتيبه 15836 من حيث الاكتشاف.
اكتُشف هذا الجُرم الفلكي بواسطة جين لوو في 24 فبراير 1995.

## وصلات خارجية
- (15836) 1995 DA2 في قاعدة بيانات مختبر الدفع النفاث لأجرام النظام الشمسي الصغيرة

- الاكتشاف · مخطط المدار ·  العناصر المدارية · المعلمات المادية

- (15836) 1995 DA2 على موقع ويكي سكاي: DSS2, SDSS, GALEX, IRAS, Hydrogen α, X-Ray, Astrophoto, Sky Map, Articles and images